# 拉布雷亞瀝青坑
拉布雷亞瀝青坑（La Brea Tar Pits，或 Rancho La Brea Tar Pits）是位於美國加利福尼亞州洛杉磯漢考克公園附近的一組天然瀝青坑。它不僅是加利福尼亞州歷史地標，也是美國國家自然地標。
因為其上常常覆蓋有樹葉、灰塵或水等遮蔽物，動物等很容易失足陷入其中，因而數世紀以來積累了大量的動物骨骸、化石。瀝青坑邊上有專門用來研究瀝青坑和展覽坑中發現的動物標本的喬治·C·佩奇博物館（George C. Page Museum）。其名稱實際上語義重複，因為“the La Brea Tar Pits”字面直譯是“the the tar tar pits”。 

## 发现
1913-15年美国科学家开始发掘沥青坑中的化石。1940和50年代由于发现了猛犸遗骨而吸引了大众的关注。这些末次冰期的遗骨保存极为完好，几乎没有被细菌降解。

### 喬治·C·佩奇博物館

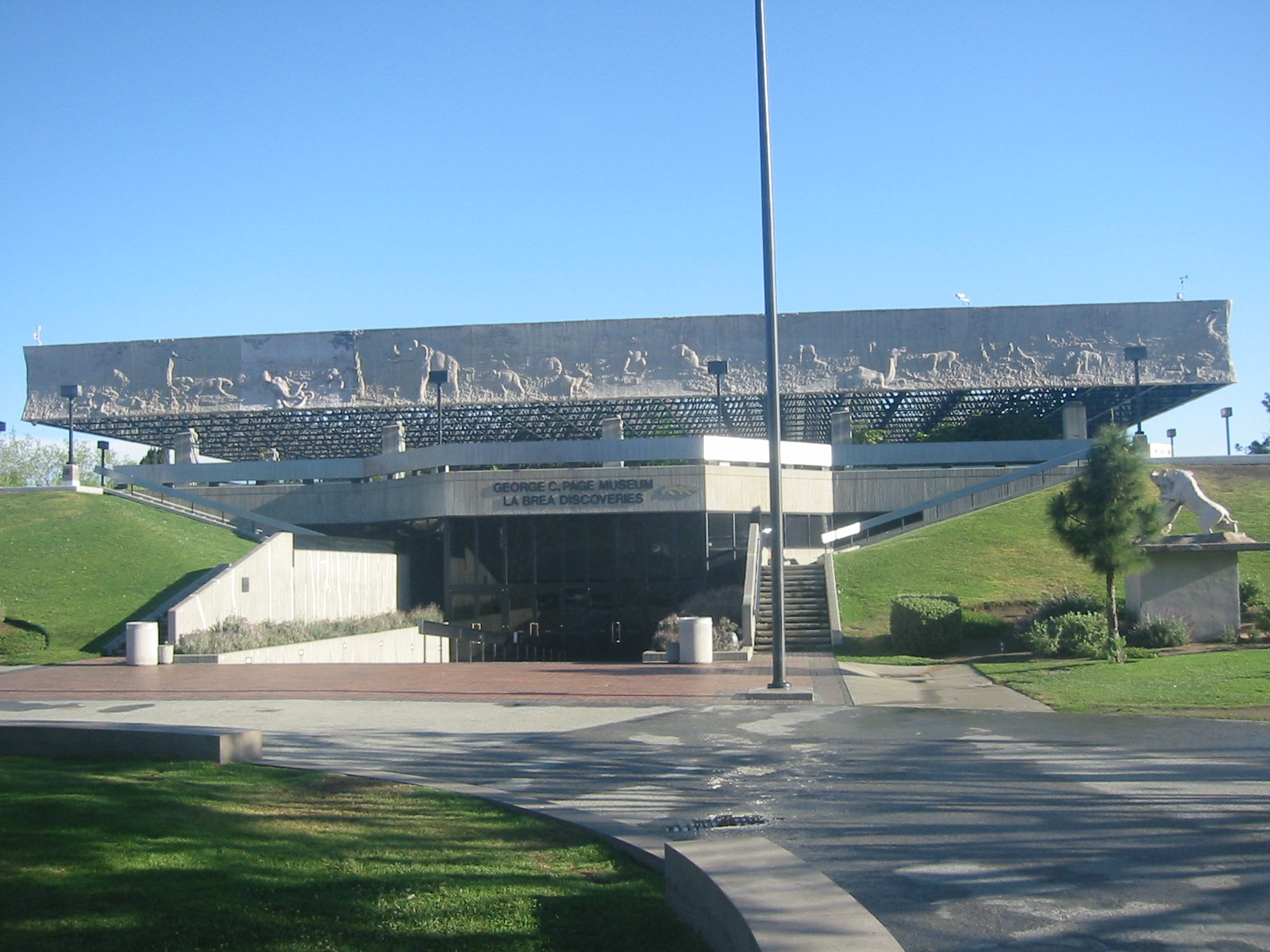
喬治·C·佩奇博物館

沥青坑旁的喬治·C·佩奇博物館隶属于洛杉磯縣自然歷史博物館，收藏有沥青坑中发现的化石。该博物馆于1975年开始建造，1977年对公众开放。

## 動物相及植物相

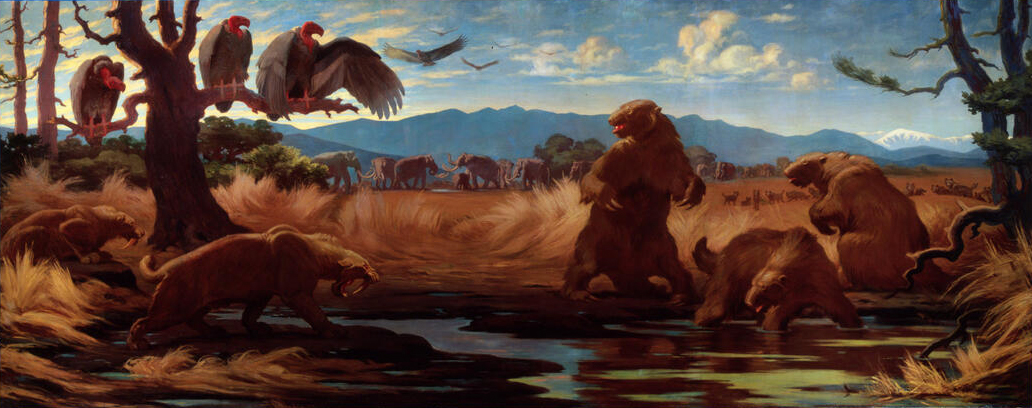
拉布雷亞瀝青坑動物相，包括副磨齒獸、斯劍虎、泰樂通鳥以及遠方的哥倫比亞猛獁，由查爾斯·R·奈特繪製

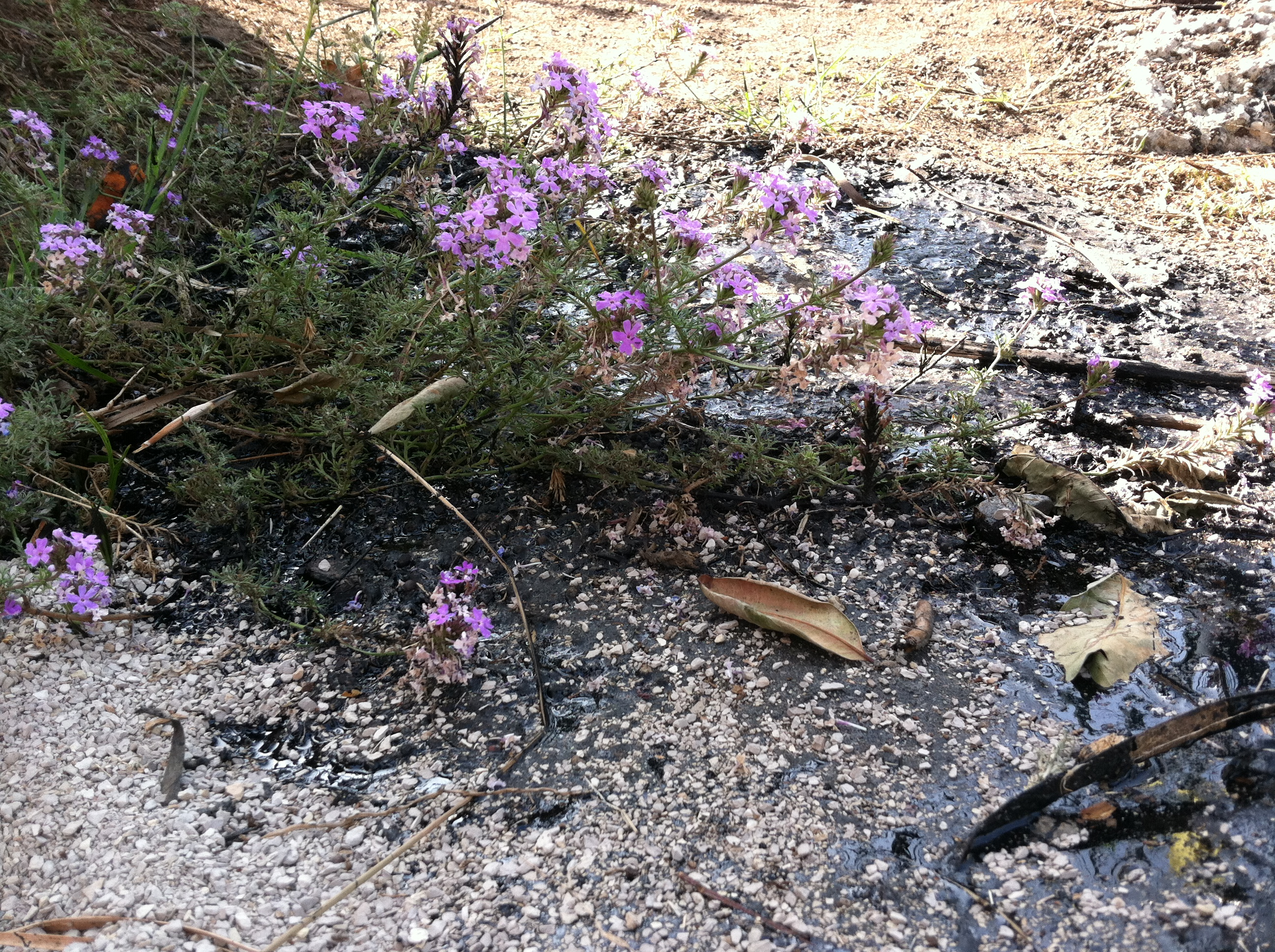
拉布雷亞瀝青坑附近與焦油共存的野花

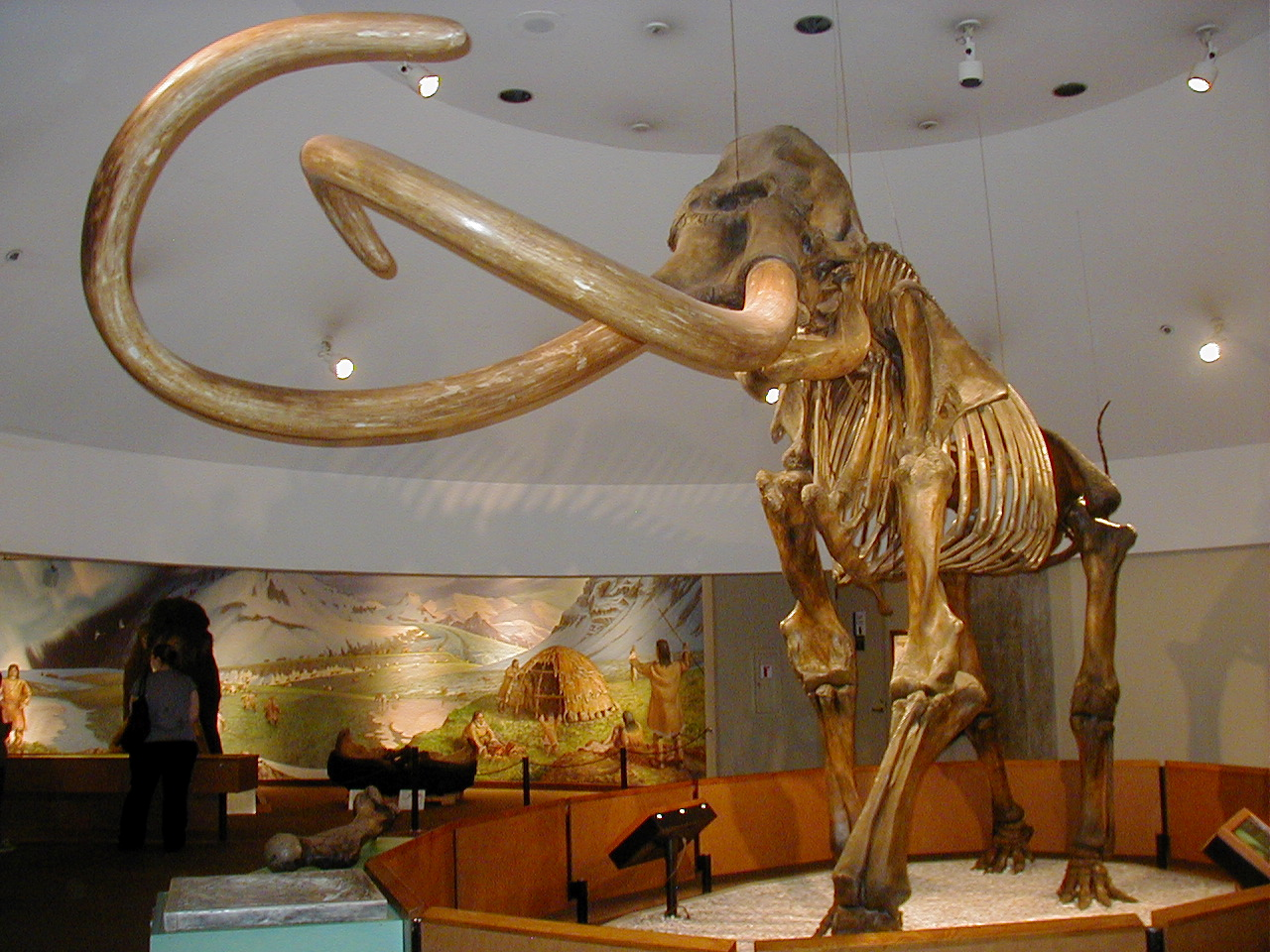
发现于拉布雷亞瀝青坑的哥伦比亚猛犸遗骨

在拉布雷亞瀝青坑發現了大量更新世末次冰期的已滅絕哺乳動物化石，包括猛獁象、恐狼、短面熊、地懶、以及加利福尼亞州州化石斯劍虎。加利福尼亞大學的古生物學家約翰·坎貝爾·梅里厄姆在 20 世紀初期時在拉布雷亞瀝青坑進行了許多研究並辨認出了很多物種。
在其中也曾有發現人類 - 名為「拉布雷亞女子」，地質年代大約是距今 10,000 日曆年度（約莫 9,000 碳測年）以前。該名女子死亡時推估約 17-25 歲 ，旁邊還有一頭家犬的遺骸，因此認為可能是因儀式而埋葬於此。
除了大量哺乳動物化石之外，也發現了許多珍貴的化石，包括昆蟲、植物、甚至是穀物花粉，這些資訊都能幫助科學家重建出冰河時期洛杉磯盆地的氣候狀況。
瀝青坑中所發現的掠食者數量遠超過獵物的數量，原因仍然未知，但其中一項理論認為受困在瀝青坑中的大型動物會吸引遙遠距離外的掠食者，形成天然的陷阱；另一個理論則認為是因為當地的掠食者，例如恐狼和斯劍虎，可能和現存的狼一樣為群體狩獵的動物，因此一群掠食者會和一頭大型獵物一同落入瀝青坑當中。

## 影劇相關
- 火山爆發 (電影)：以拉布雷亞瀝青坑變成市中心火山岩漿噴發口為主題的電影。
- 陷落原始地：以拉布雷亞瀝青坑變成時空裂縫穿越回史前一萬年為主題的影集。

## 外部連結
- Page Museum — La Brea Tar Pits （页面存档备份，存于）
- UCMP Berkeley website: describes the geology and paleontology of the asphalt seeps. （页面存档备份，存于）
- Gocalifornia.com: La Brea Tar Pits （页面存档备份，存于） — visitor guide.
- Palaeo.uk: "Setting the La Brea site in context."
- NHM.org: Pit 91 excavations （页面存档备份，存于）